# Sphaerodactylus oxyrhinus
Sphaerodactylus oxyrhinus är en ödleart som beskrevs av  Gosse 1850. Sphaerodactylus oxyrhinus ingår i släktet Sphaerodactylus och familjen geckoödlor.

## Underarter
Arten delas in i följande underarter:
- S. o. dacnicolor
- S. o. oxyrhinus